# City of Stars
"City of Stars" es el nombre de una canción interpretada por Ryan Gosling y Emma Stone de la película La La Land de 2016. Fue la ganadora en los Premios Óscar y en los Premios Globos de Oro como Mejor canción original y también triunfó en los Critics' Choice Movie Awards como la Mejor canción.
Su compositor es Justin Hurwitz y la letra estuvo a cargo de Benj Pasek y Justin Paul.

## Contexto
En la película, la canción es interpretada por primera vez por Gosling en el personaje de Sebastian. El canta y baila en el muelle de Hermosa Beach. Más tarde, canta junto al personaje de Mia (Stone) durante el montaje de una gira que él está preparando. 

## Letra
City of stars, Are you shining just for me?
 City of stars, There's so much that i can't see. Who knows,
 I felt it from the first embrace
 I shared with you...
 That now Our dreams,
 They've finally come true.
 City of stars, Just one thing everybody wants. There in the bars, and through the smokescreen of the crowded restaurants,
 It's love,
 Yes, all we're looking for is love
 From someone else...
 - A rush,
 - A glance,
 - A touch,
 - A dance,
 To look in somebody's eyes,
 To light up the skies,
 To open the world and send me reeling,
 A voice that says,
 I'll be here, and you'll be alright.
 I don't care if I know
 Just where I will go
 'Cause all that I need, this crazy feeling, Ra-ta-tat of my heart
 think I want it to stay.
 City of stars, Are you shining just for me?
 City of stars,
 You never shined so bright-ly.

## Lista en posiciones semanales
| Gráfico (2016)                                | Número Posición |
| --------------------------------------------- | --------------- |
| Syndicat National de l'Édition Phonographique | 192             |
| Magyar Hanglemezkiadók Szövetsége             | 8               |
| Irish Singles Chart                           | 79              |
| Scottish Singles and Albums Charts            | 39              |
| UK Singles Chart                              | 72              |

## Versiones
Amaia Romero y Alfred García versionaron la canción en el programa Operación Triunfo 2017.